# Suchiayo
Suchiayo är en ort i Mexiko.   Den ligger i kommunen Xilitla och delstaten San Luis Potosí, i den centrala delen av landet, 220 km norr om huvudstaden Mexico City. Suchiayo ligger 586 meter över havet och antalet invånare är 153.
Terrängen runt Suchiayo är kuperad österut, men västerut är den bergig. Terrängen runt Suchiayo sluttar österut. Runt Suchiayo är det ganska tätbefolkat, med 90 invånare per kvadratkilometer. Närmaste större samhälle är Villa Terrazas, 12,3 km öster om Suchiayo. I omgivningarna runt Suchiayo växer i huvudsak städsegrön lövskog.